# أناتول
أناتول (بالفرنسية: Anatole)‏ هو راقص فرنسي، ولد في 5 مارس 1789 في باريس في فرنسا، وتوفي بنفس المكان في 22 مايو 1857.